# ماركو روسي
ماركو روسي (بالإيطالية: Marco Rossi)‏ (9 سبتمبر 1964 إيطاليا - ) هو لاعب كرة قدم إيطالي سابق ومدرب حاليًا. يدرب منتخب المجر لكرة القدم منذ 2018.